# Lucile Randon

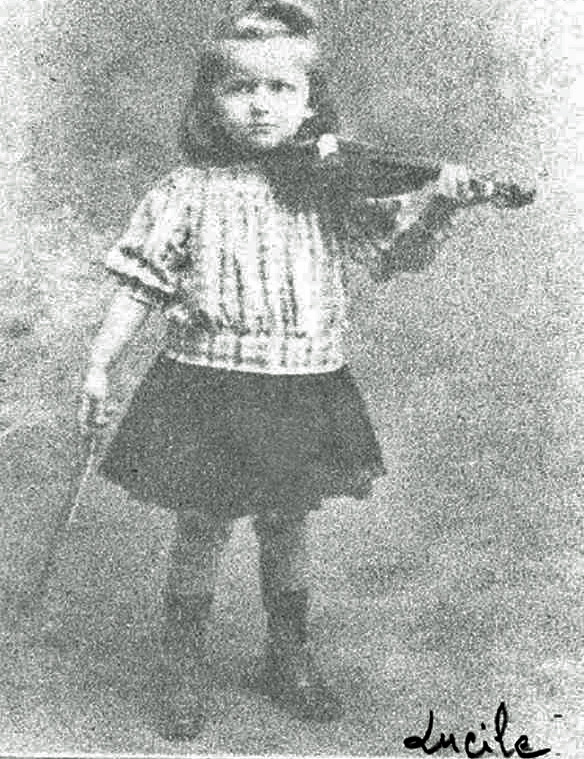
Lucile Randon im Kindesalter

Lucile Randon FdC (auch Lucille Randon, Ordensname Schwester André; * 11. Februar 1904 in Alès; † 17. Januar 2023 in Toulon) war eine französische Altersrekordlerin und ab dem 19. April 2022 der älteste lebende Mensch. Sie erreichte ein Lebensalter von 118 Jahren und 340 Tagen, womit sie als viertälteste wissenschaftlich verifizierte Person aller Zeiten gilt.

## Leben
Randon war das jüngste von fünf Kindern des Grundschullehrers Paul Randon (* 1866) und Alphonsine Delphine Yéta Soutoul (* 1869). In ihrer protestantischen Familie wurde sie nicht religiös erzogen. Ihre gesamte Familie war in der Bildung tätig. Ihre Zwillingsschwester Lydie starb im August 1905 mit 18 Monaten. 1915 zog sie zum ältesten ihrer drei Brüder, dem 1892 geborenen Friedensrichter André, nach Houdan. 1916 wurde sie Gouvernante der drei Kinder eines Arztes in Marseille, 1920 dann Hauslehrerin bei der Familie des Automobilherstellers Peugeot in Versailles. Ab 1922 war sie 14 Jahre Gouvernante bei einer weiteren Familie.
1923 konvertierte sie zur römisch-katholischen Kirche und erhielt nach ihrem Katechumenat das Sakrament der Taufe und die Erstkommunion von der Ordensgemeinschaft der Schwestern vom Coenaculum. 1944 trat sie der Ordensgemeinschaft der Genossenschaft der Töchter der christlichen Liebe vom heiligen Vinzenz von Paul bei. Ihr Noviziat absolvierte sie in dem Pariser Kloster Maison des Filles de la Charité in der Rue du Bac und erhielt den Ordensnamen André, gewählt nach ihrem Bruder, den sie als „Vater, Mutter und Kindermädchen“ zugleich bezeichnete. 1945 ging sie zur Mission ins Krankenhaus von Vichy, wo sie sich um Waisenkinder und ältere Menschen kümmerte; hier blieb sie 28 (nach anderen Quellen 31) Jahre. Ab 1963 war sie in La Baume-d’Hostun für ihre Ordensgemeinschaft tätig.
1979 beendete sie ihren aktiven Ordensdienst in der Vinzentinischen Gemeinschaft und trat in eine Unterkunftseinrichtung für pflegebedürftige ältere Menschen (EHPAD) in Les Marches ein, wo sie 30 Jahre lebte. Mit 105 Jahren zog sie 2009 in die EHPAD Sainte-Catherine Labouré in Toulon. 2016 ernannte Toulon sie zur Ehrenbürgerin. Ihr Alter ist von der Gerontology Research Group verifiziert. Sie besuchte täglich um 11 Uhr die Messe, hörte Radio, nahm am Abendgebet teil und mochte Ausflüge in den Garten.
Im Januar 2021 kam es in Randons Pflegeheim zu einem Ausbruch von COVID-19. Am 16. Januar wurde sie positiv auf SARS-CoV-2 getestet, war jedoch symptomlos. Am 8. Februar wurde Randon für genesen erklärt. Damit ist sie laut Guinness World Records die älteste Person, die positiv auf SARS-CoV-2 getestet wurde.
Sie starb in der Nacht des 17. Januar 2023 im Schlaf in ihrem Pflegeheim in Toulon im Alter von 118 Jahren und 340 Tagen.

## Ansichten
Ihr hohes Alter verdankte Randon ihrer Meinung nach ihrem Schutzengel, aber es sei Gottes Geheimnis und nicht ihres, warum sie so lang lebte. Ihre Antwort auf die Frage nach ihrer Langlebigkeit: „Der gute Herr will mich nicht.“ Sie war blind, hörte schlecht und war auf den Rollstuhl angewiesen, aber sie scherzte viel und ihr Gedächtnis blieb intakt. Sie erinnerte sich noch gut an den Ersten Weltkrieg, in dem ihre beiden Brüder gekämpft hatten, sowie an den Moment, als sie zum ersten Mal ein Flugzeug sah und als in ihrer Schule die Elektrizität eingeführt wurde. Sie sagte, es nerve sie, dass Leute sie anzögen und ihr Essen gäben, aber was zähle, sei, den Menschen zu danken, die sie lieben und geliebt hätten. Menschen sollten sich selbst lieben, anstatt sich zu hassen.
Sie war nicht stolz darauf, eine der weltweit ältesten Personen zu sein, denn sie wäre lieber wieder jung gewesen, um arbeiten zu können. Randon vermisste ihre Unabhängigkeit, und sie habe nicht mehr lesen, sticken oder stricken können. Sie mochte es nicht, ständig umsorgt zu werden, sie sei appetitlos und einsam mit ihren Schmerzen. Sie mutmaßte, vielleicht wolle Gott, dass sie die nicht erlebten Tage ihrer früh gestorbenen Schwester ersetze. Sie empfand es als schrecklich, dass die Menschen sich nicht mehr liebten und dass es keine Vereinigung der Völker geben könne. An ihrem 115. Geburtstag sagte sie, 115 Jahre seien kein Traum und sie hoffe, dass sie im nächsten Jahr sterbe, damit sie die Leute entlaste, die sich um sie kümmern.
Zu ihrem 117. Geburtstag sagte sie unter anderem, sie sei „glücklich, hier zu sein“, aber sie wünsche sich auch, „irgendwo anders“ zu sein, bei ihrem großen Bruder und ihren Großeltern.

## Altersrekorde
Seit Honorine Rondello am 19. Oktober 2017 starb, war Randon die älteste lebende Französin. Ab dem Tod Shimoe Akiyamas am 29. Januar 2019 war sie die drittälteste lebende Person, ab Maria Giuseppa Robuccis Tod am 18. Juni 2019 die nach Tanaka Kane zweitälteste und ab deren Tod am 19. April 2022 der älteste lebende Mensch.
Am 14. Mai 2018 stieg sie in die Liste der 100 ältesten Menschen ein, seit dem 26. September 2019 gehört sie zu den 25 ältesten Personen und seit dem 23. Januar 2021 zu den Top Ten. Am 29. September 2021 erreichte sie Platz fünf, einen Monat später Platz vier, den sie auch bei ihrem Tod belegte. Neben Jeanne Calment, Kane Tanaka und Sarah Knauss gehört sie zu den vier Personen, die erwiesenermaßen ein Alter von 118 Jahren erreichten.
Sie erreichte als dritte Französin das 115. Lebensjahr und ist seit dem 25. März 2019, als sie das Lebensalter Marie Brémonts übertraf, die nach Calment bisher zweitälteste Französin. Am 28. Juni 2021 übertraf sie Emma Moranos Alter und ist seitdem die zweitälteste Europäerin mit verifiziertem Lebensalter. Mit dem Tod von Francisca Celsa dos Santos am 5. Oktober 2021 wurde Randon zur letzten lebenden Person, die erwiesenermaßen 1904 geboren wurde. Sie war auch die letzte lebende Person, welche in den Jahren 1905 und 1906 gelebt hatte. Sie ist vermutlich die älteste unverheiratete Person jemals sowie die älteste Frau ohne Kinder. Am 2. Juni 2019 wurde sie älter, als Marie-Josephine Gaudette es bei ihrem Tod gewesen war, und ist seither die älteste Nonne; daher erhielt sie einen von Papst Franziskus gesegneten Rosenkranz. Sie ist die älteste Person, die eine COVID-19-Infektion überlebt hat. Mit ihrem Tod wurde die Katalanin Maria Branyas Morera mit 115 Jahren und 319 Tagen zum ältesten bekannten lebenden Menschen.